# Vattenbindningskurva

Vattenbindningskurva för sand, lerjordar och torv

En vattenbindningskurva är ett diagram, som visar hur markens vatteninnehåll varierar med tensionen. På x-axeln plottas markens vattenhalt, på y-axeln plottas tensionen, antingen på en logaritmisk skala eller uttryckt med storheten pF. 

## Kurvans utseende
På grund av markens kapillaritet, beror kurvans utseende på markens porstorleksfördelning. Således framgår bl.a. mängden dränerbart markvatten, mängden växttillgängligt vatten och vattenhalten vid den permanenta vissningsgränsen i vattenbindningskurvan. Även effekterna av hysteresis kan synliggöras.
Med hjälp av en vattenbindningskurva, kan storleken på det omättade flödet bedömas i marken. Tillsammans med en tensiometer, kan kurvan även användas för att bedöma det aktuella bevattningsbehovet.

## Andra namn på vattenbindningskurvan
Vattenbindningskurvan kallas även pF-kurva, och ibland avsugningskurva eller bindningskarakteristiska.